# Dalea leptostachya
Dalea leptostachya är en ärtväxtart som beskrevs av Dc.. Dalea leptostachya ingår i släktet Dalea, och familjen ärtväxter. Inga underarter finns listade i Catalogue of Life.